# Mafea jezik
Mafea jezik (ISO 639-3: mkv; isto i mavea), jedan od 24 zapadnih santo jezika, šira Sjeveroistočnovanuatski-banks skupina koji se govori na otoku Mafea u Vanuatuu. 
Govori ga oko 250 ljudi (Lynch and Crowley 2001); prema ranijim podacima 50 (1981 Wurm and Hattori) ili 40% pripadnika etničke grupe. Donedavno je jedina publikacija o ovom jeziku je popis od 247 riječi koje je sakupio Jacques Guy i izdao u Tryonu 1976. Valérie Guérin s terena izjavljuje da ga tečno govori još oko 30 ljudi, a djeca ga više ne uče, tako da je u opasnosti od izumiranja. Valérie Guérin na otoku je provela 3 mjeseca 2005. godine i po 4 mjeseca 2006. i 2007. godine zabilježivši tradicionalne priče i druge tekstove (pojedine životopise i osobne razgovore).

## Vanjske poveznice
- Ethnologue (14th)
- Ethnologue (15th)
- The Mafea Language